# Louis Anseaume
Louis Anseaume (* 1721 in Paris; † 7. Juli 1784 ebenda) war ein französischer Librettist.
Über das Leben Anseaumes ist wenig bekannt. Er soll in seiner Jugend einer Congrégation des Pères de la Doctrine Chrétienne angehört haben und war dann als Maître de pension und Garcon tapissier tätig; unklar bleibt, ob es sich hierbei um Tätigkeiten am Theater handelte. Von 1753 bis 1757 wirkte er als sous-directeur und bis 1761 als Souffleur an der Opéra-Comique. Nach der Fusion mit dem Théâtre italien 1762 war er als Repetitor und Librettist tätig. Seine nahezu 30 Libretti – neben eigenständigen Werken auch Neubearbeitungen von vorhandenen Stücken und Parodien – erschienen 1766 in der dreibändigen Ausgabe Théâtre de M. Anseaume ou Recueil des Comédies, Parodies et Opéra-Comiques qu'il a donnés jusqu'à ce jour, avec les Airs, Rondes et Vaudevilles notés dans chaque Pièce. Unter anderem komponierten Egidio Duni, Christoph Willibald Gluck, André-Ernest-Modeste Grétry, François-André Danican Philidor und Jean-Louis Laruette Opern nach seinen Libretti.